# Johann Baptist Heinefetter
Johann Baptist Heinefetter (* 2. April 1815 in Mainz; † 4. November 1902 in Baden-Baden) war ein deutscher Maler.

## Leben
Heinefetter wurde als Kind jüdischer Eltern in Mainz geboren. Aus der Verbindung seines Vaters Christian Heinefetter (* 1772) und seiner Mutter Christine (geborene Seelandt) gingen weitere Kinder hervor, so die Schwestern Sabine, Eva, Fatime, Kathinka, Klara und Nanette, die allesamt Opernsängerinnen waren. Zusammen mit Adolph Heinefetter wirkte 1826 die ganze Familie in der Oper Die Zauberflöte im Staatstheater Mainz mit.
In München wurde Johann Baptist Heinefetter Schüler des Schlachtenmalers Dietrich Monten. Er war als Genre-, Landschafts- und gelegentlich eben auch als Schlachtenmaler tätig. Heinefetter bereiste Italien, Südfrankreich, Korsika, die Schweiz, Tirol sowie Österreich, Oberbayern, Schwarzwald sowie das Rhein-Main-Gebiet und siedelte sich in Baden-Baden an.
1842 malte er mit Jakob Götzenberger die Fresken der Trinkhalle Baden-Baden, schuf das Bild Auferstehung Christi für die Friedhofskapelle und im Konversationshaus  vier große Deckengemälde. In Baden-Baden gründete er 1847 einen Turnverein, zu dessen Ehrenmitglied er später ernannt wurde. In den 1850er Jahren begleitete er Götzenberger nach England. Hier arbeiteten sie zusammen für Francis Egerton, 1. Earl of Ellesmere, der sie das Bridgewater House im Londoner St. James’s Park mit Bildern aus der Geschichte des Hauses und Szenen aus Comus von John Milton ausschmücken ließ.
Er war Mallehrer der Prinzessinnen Belosselski und Gagarine sowie der Duchess of Hamilton Marie Amalie von Baden. Auch Friedrich I. von Baden zeigte Interesse für Heinefetters Arbeiten und besuchte mehrfach das  Atelier des Künstlers. Dieser erwarb mehrere große Landschaftsbilder und ernannte Heinefetter zum Hofmaler.

## Werke (Auswahl)
Johann Baptist Heinefetter fertigte Hunderte von Gemälden, darunter waren
- Kreuzgang im Kloster (1864)
- Österreichische Dragoner im Gefecht (1868)
- Gegend von Marseille
- Prozession in Altbayern (1870)
- Dom in Freiburg (1872)
- Italienische Küste mit Staffage
- Italienisches Hirtenpaar (1872)
- Vorgehende Infanterie
- Schlacht bei Arcis-sur-Aube (1874)
- Betender Ritter (1876)
- Tiroler Marktfahrer
- Aschaffenburg (1880)
- Hirten in Italien (1881)
- Postkutsche
- Bewegte See (1882)
- Bauernhof in Südfrankreich (1883)
- Am Allerseelentag (1886)
- Bei Portofino (1888)
- Pinienwald an der Riviera
- Heuernte
- Kartenspielende Bauern